# Manono
Manono je třetí největší ostrov v souostroví Samoa a patří republice Samoa. Nachází se mezi ostrovy Upolu a Savai'i a jeho rozloha je asi 3 km². Cesta lodí od ostrova Upolu sem trvá přibližně 20 minut. Celkový počet obyvatel ostrova je 889 (sčítání lidu v roce 2006). Elektřina zde byla zavedena v roce 1995 a stojí zde několik „Fale“, což jsou obchůdky a bary vyrobené ze dřeva a slámy.
V blízkém okolí jsou ostrovy Apolima a malý ostrov Nu'ulopa. Ostrov Manono je součástí okresu Aiga-i-le-Tai, ale většina lidí okresu žije na ostrově Upolu.
Na ostrově se nacházejí čtyři vesnice, které mají dohromady 889 obyvatel:
- Apai, nachází se na západě ostrova Manono a má 111 obyvatel
- Faleu, nachází se na jihu ostrova Manono a má 354 obyvatel, čímž se stává obcí s největším počtem obyvatel
- Lepuia'i, nachází se na jihozápadě ostrova Manono a má 223 obyvatel
- Salua, nachází se na severu ostrova Manono a má 201 obyvatel

Ze čtyř obydlených ostrovů na Samoi je ostrov Manono třetí největší co se týče rozlohy, ale i počtu obyvatel. Na ostrově nejsou žádná auta ani silnice, hlavní dopravní tepnou jsou stezky kolem pobřeží ostrova.
Na západ od ostrova se nacházejí tři ostrovy. Nejbližší je malý neobydlený ostrov Nu'ulopa, za ním se nachází ostrov Apolima. Oba se nacházejí v průlivu Apolima. Poslední a na západ nejvzdálenější samojský ostrov je Savai'i. Východně od ostrova leží ostrov Upolu, který je vzdálen lodí asi 20 minut a nejvýchodnější ostrovy od ostrova Manono, ale i celého souostroví Samoa, jsou ostrovy Aleipata, které se skládají ze čtyř ostrovů.